# Aspergillus awamori
Aspergillus awamori är en svampart som beskrevs av Nakaz. 1915. Aspergillus awamori ingår i släktet Aspergillus och familjen Trichocomaceae.   Inga underarter finns listade i Catalogue of Life.